# Michigan 500 1992
Marlboro 500 1992 var ett race som var den tionde deltävlingen i PPG IndyCar World Series 1992. Racet kördes den 2 augusti på Michigan International Speedway. Scott Goodyear besegrade Paul Tracy i en helkanadensisk duell, och tog sin första seger i CART.

## Slutresultat
| Plats | Förare                | Team                     | Grid | Kvaltid |
| ----- | --------------------- | ------------------------ | ---- | ------- |
| 1     | Scott Goodyear        | Walker Racing            | 9    | 32,376  |
| 2     | Paul Tracy            | Penske Racing            | 6    | 32,040  |
| 3     | Raul Boesel           | Dick Simon Racing        | 8    | 32,251  |
| 4     | Al Unser Jr.          | Galles-Kraco Racing      | 15   | 32,880  |
| 5     | Scott Pruett          | Truesports Co.           | 11   | 32,551  |
| 6     | John Andretti         | Hall/VDS Racing          | 14   | 32,846  |
| 7     | Buddy Lazier          | Leader Cards Racing      | 18   | 33,342  |
| 8     | Danny Sullivan        | Galles-Kraco Racing      | 16   | 33,012  |
| 9     | Tony Bettenhausen Jr. | Bettenhausen Motorsports | 17   | 33,260  |
| 10    | Scott Brayton         | Dick Simon Racing        | 13   | 32,633  |
| 11    | Bobby Rahal           | Rahal-Hogan Racing       | 12   | 32,553  |
| 12    | Jeff Wood             | Arciero Racing           | 19   | 34,578  |
| 13    | Emerson Fittipaldi    | Marlboro Team Penske     | 7    | 32,221  |
| 14    | Arie Luyendyk         | Chip Ganassi Racing      | 4    | 31,642  |
| 15    | Mario Andretti        | Newman/Haas Racing       | 1    | 31,284  |
| 16    | Rick Mears            | Marlboro Team Penske     | 5    | 31,953  |
| 17    | Pancho Carter         | A.J. Foyt Enterprises    | 10   | 32,443  |
| 18    | Michael Andretti      | Newman/Haas Racing       | 2    | 31,297  |
| 19    | Steve Chassey         | Euromotorsport           | 21   | -       |
| 20    | Eddie Cheever         | Chip Ganassi Racing      | 3    | 31,433  |
| 21    | Jon Beekhuis          | Walker Racing            | 20   | -       |
| 22    | Eric Bachelart        | Dale Coyne Racing        | 24   | -       |
| 23    | Ross Bentley          | Dale Coyne Racing        | 23   | -       |
| 24    | George Snider         | Euromotorsport           | 22   | -       |